# Shah Wali Kot (huyện)
Shah Wali Kot là một huyện thuộc tỉnh Kandahar, Afghanistan. Dân số thời điểm năm 1999 là 35,932 người.